# Stamping Ground (Earthworks)
Live Stamping Ground è il quarto album (registrato dal vivo) del gruppo jazz britannico Earthworks.

## Tracce
1. Nerve – 6:09
2. Up north – 5:22
3. A stone’s throw – 8:18
4. Pilgrims’ way – 8:46
5. Emotional shirt – 6:04
6. It needn’t end in tears – 8:03
7. All heaven broke loose – 7:53
8. Candles still flicker in Romania’s dark – 6:45
9. Bridge of inhibition – 10:58

## Formazione
- Bill Bruford (batteria acustica ed elettronica)
- Iain Ballamy (sassofono)
- Django Bates (tastiere, tromba)
- Tim Harries (basso acustico ed elettrico)